# Troilo (Adelsgeschlecht)

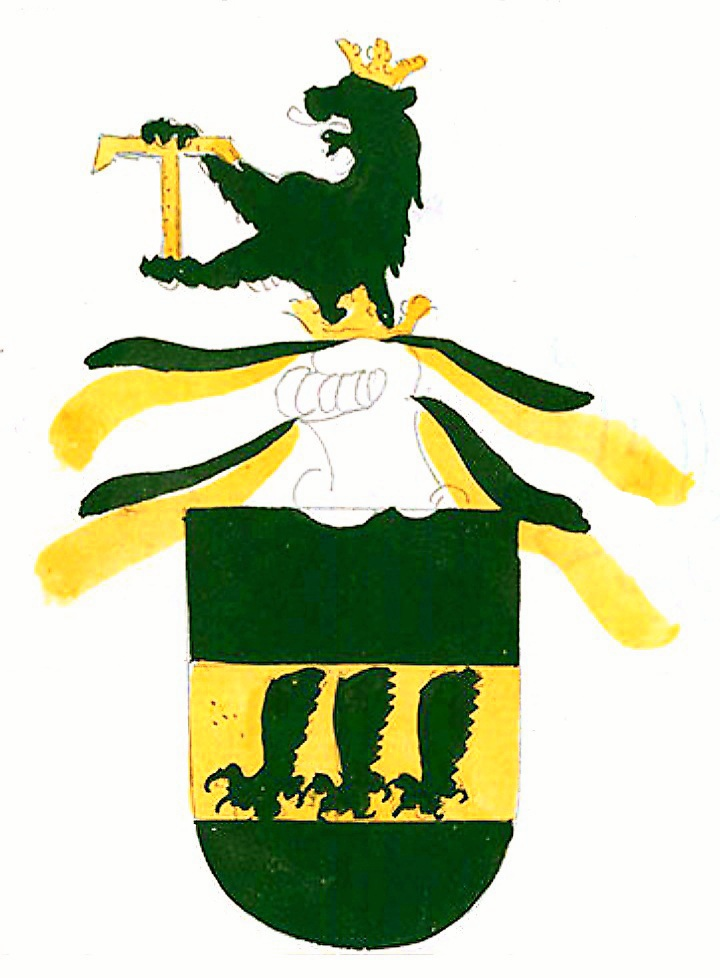
Wappen der Troilo nach Adelsbrief von 1557

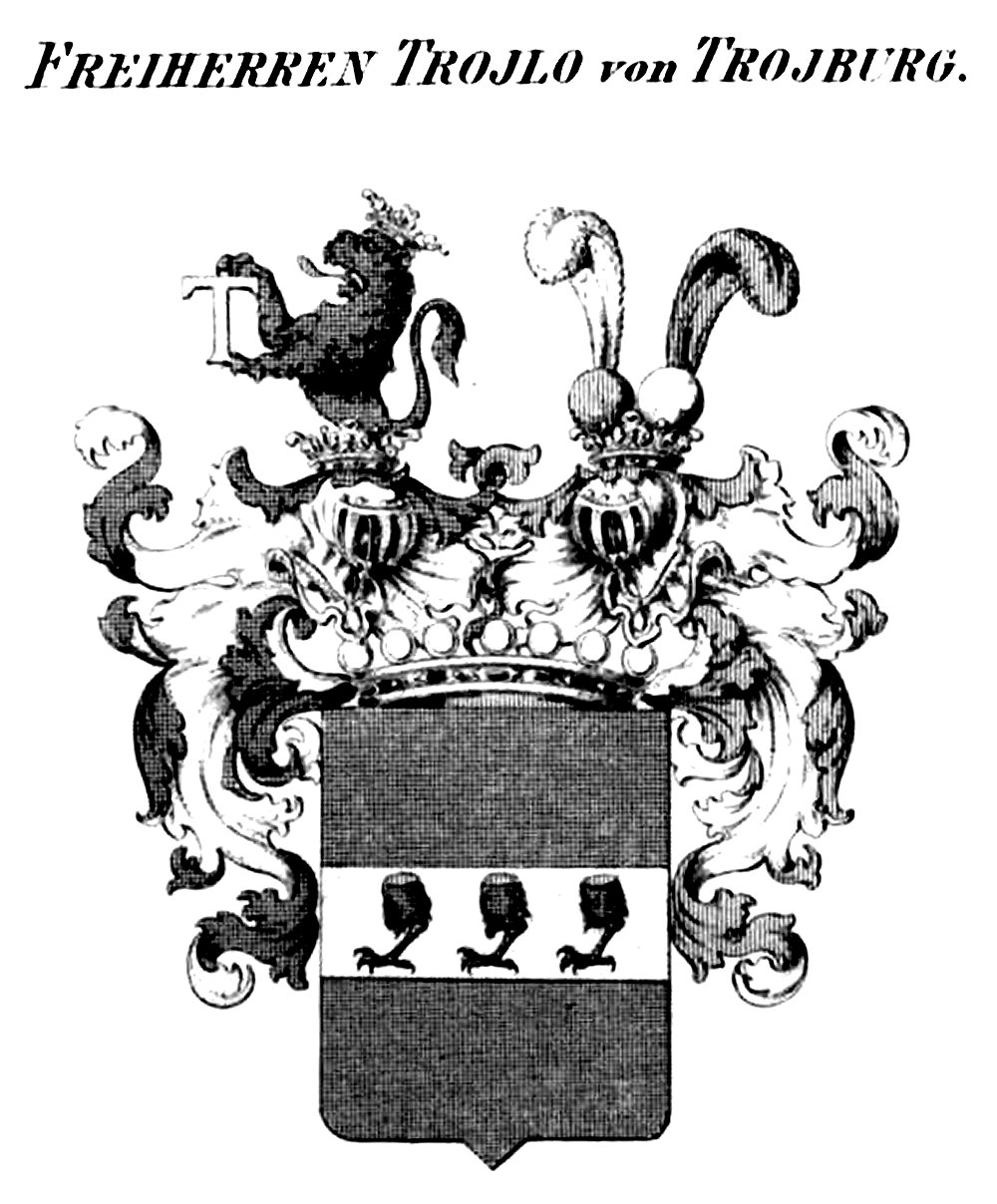
Wappen der Freiherren Troilo von Troiburg

Das Adelsgeschlecht Troilo (auch Troylo bzw. Troulo, lateinisch Troilus) stammte aus der Grafschaft Tirol. Im letzten Drittel des 16. Jahrhunderts verlegte Johann Franz von Troilo seinen Wirkungskreis nach Schlesien in die Fürstentümer Breslau und Neisse. Da im Laufe der Jahre noch weitere Adelige aus dem habsburgischen Tirol nach Schlesien kamen, könnte hierfür ursächlich sein, dass sowohl das Breslauer Domkapitel als auch die böhmischen Landesherren eine Rückkehr der Führungsschicht zum katholischen Glauben fördern wollten. Die Breslauer Kurie verfolgte das Ziel, das geistliche Fürstentum Neisse und dessen Landadel systematisch zu rekatholisieren.

## Geschichte

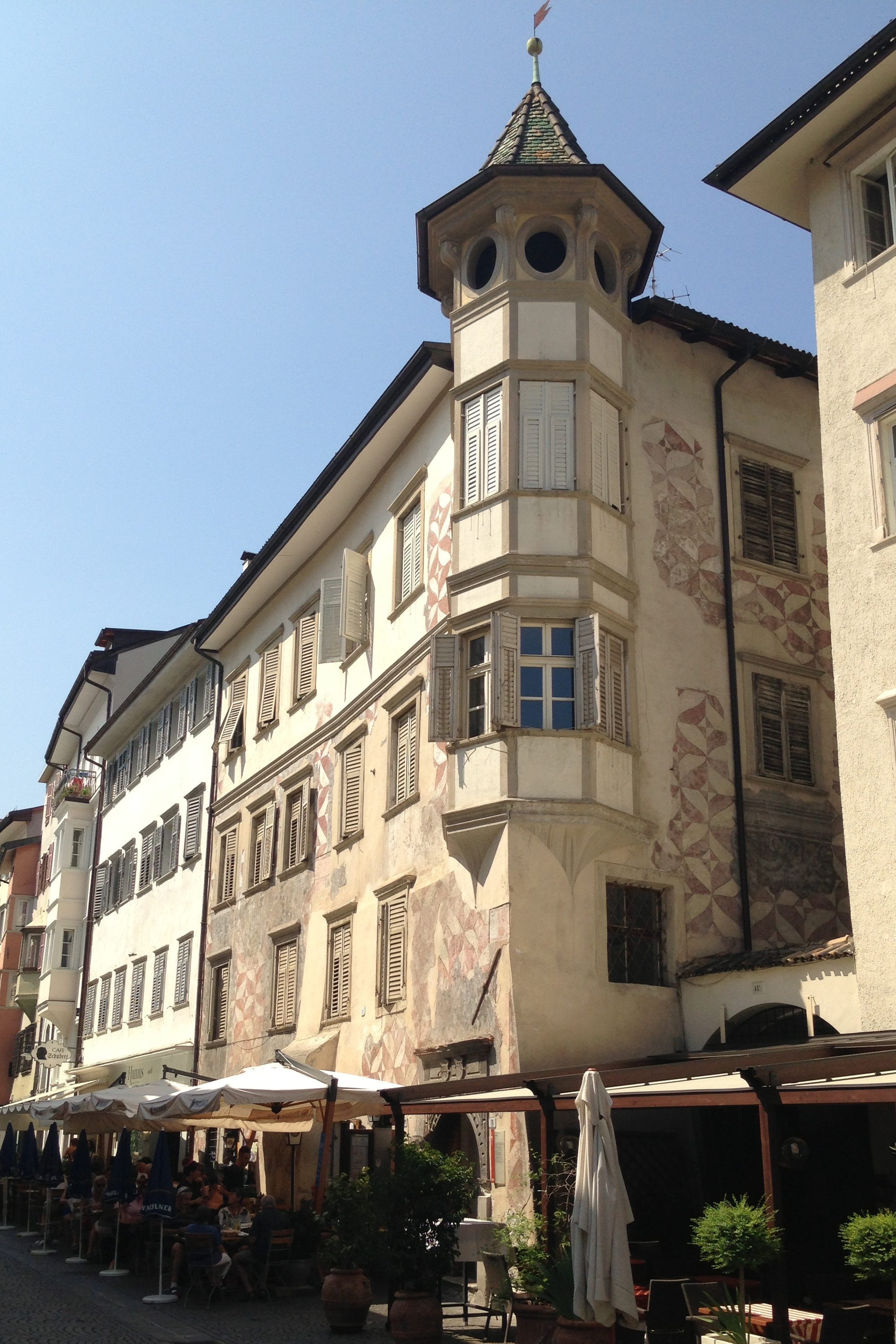
Die Troyburg in Bozen, Silbergasse 16

Die Familie Troilo stammte ursprünglich aus Rovereto, das nach dem Ende der venezianischen Herrschaft 1509 dem Kaiser Maximilian I. zufiel und dann in den Einflussbereich der Grafschaft Tirol gelangte. Am rechten Ufer der Etsch soll den Troilo zwischen Trient und Rovereto der Flecken Ischia gehört haben. Der erste „Troulo“, der 1557 geadelt wurde, erwarb 1563 das Bürgerrecht in Bozen, wo der Familie ein Jahr später das als „Troyburg“ bezeichnete Bürgerhaus in der Silbergasse gehörte. 1613 wurde der Bozener Familienzweig in die Tiroler Landesmatrikel aufgenommen, womit auch die Landstandschaft verbunden war. Dieser Familienzweig erlosch vermutlich im 17. Jahrhundert.
Vor 1572 wanderte Johann Franz von Troilo aus unbekanntem Anlass nach Schlesien aus. Es könnte sein, dass er sich dem Gefolge des Kaisers Rudolf II. angeschlossen hat, als dieser über Bozen ins Reich zurückkehrte. In Schlesien wohnte und wirkte er zunächst in Breslau, wo er bald aufstieg. Vermutlich 1577 nahm Kaiser Rudolf II. Johann Franz und dessen Familie mit einem Gnadenbrief unter seinen Schutz, als er in Breslau die Huldigung der schlesischen Fürsten und Stände entgegennahm. Sein Aufstieg wurde sowohl vom Kaiser als auch vom Breslauer Bischof Andreas von Jerin gefördert. 1591 hatte Johann Franz im bischöflichen Fürstentum Neisse die Herrschaft Lassoth, damals „Lest“, auch „Löst“, mit dem Gut Jeutritz erworben. Ein Jahr später überließ ihm und seinem ältesten Sohn Nikolaus der Bischof Jerin auch die bischöflichen Untertanen in Lassoth. 1594 errichtete Johann Franz dort ein Herrenhaus. Nachfolgend veranlasste er den Umbau der mittelalterlichen Kirche und ließ sie neu ausstatten. 1596 folgte eine reich geschmückte Kanzel, eine Patronatsloge und eine Glocke. Johann Franz von Troilo und seine Nachkommen gehörten zu den einflussreichsten Familien Breslaus und des Fürstentums Neisse. Er und seine Frau Catharina (auch Katharina) wurden in der Lassother Kirche beigesetzt. Deren Todesjahre sind nicht überliefert.

## Wappen
Das Stammwappen gemäß Adelsbrief von 1557 von Kaiser Ferdinand zeigt in Schwarz einen goldenen Balken, dieser belegt mit drei schwarzen Löwenpranken. Auf dem gekrönten Helm mit schwarz-goldenen Decken ein wachsender gekrönter schwarzer Löwe, in den Pranken einen goldenen Buchstaben T vor sich haltend.

## Nachkommen des Johann Franz von Troilo und der Catharina von Freund (unvollständig)
1572 vermählte sich Johann Franz von Troilo mit Catharina von Freund aus Polnisch Weistritz im Fürstentum Schweidnitz, deren Familie zum schlesischen Landadel gehörte. Ihr Vater Gregor von Freund (* 1495 – 17. Juli 1552 in Schweidnitz), war Ehemann von Hedwig von Freund, geb. Freund, einer Tochter des Franz Freund († 1535) und der Ursula Freund geb. Drescher, Tochter des Hieronymus Drescher auf dem Rittergut Polnisch-Weistritz (gekauft 1517 von Fabian von Sachenkirch). Deren Kinder waren:
1. Helena von Troilo (1573–1631), heiratete mit etwa 25 Jahren den Breslauer Patrizier Christoph von Poley (1561–1637), der 1612 zum Breslauer Rat aufstieg. Helena stiftete 1607 einen kostbaren Messkelch mit dem Allianzwappen der Familien Troilo und Poley, sowie der Inschrift «Helena Polein geborne Troylin von Lest». Der Kelch gelangte später an das Germanische Nationalmuseum in Nürnberg.
2. Katharina von Troilo (um 1575–nach 1619). Sie vermählte sich 1595 in Neisse mit dem verwitweten Johann Matthäus Wacker von Wackenfels.
3. Emilia-Catharina von Sprinzenstein geborene Wacker von Wackenfels (* ~1605–1686). Ihre Tochter Maria-Emilia-Catharina geborene von Sprinzenstein und Neuhaus (* ~1635, † 1686 in Lassoth) hatte 1661 Graf Joachim Enzmilner (1600–1678) geheiratet.
4. Nikolaus von Troilo (1582–1640), Kaiserlicher Rat, residierender Domherr in Breslau, bedeutendstes Mitglied der Familie Troilo.
5. Franz Gottfried von Troilo (* um 1583–um 1648). Er wurde 1597 zusammen mit seinem Bruder Nikolaus am Prager Clementinum immatrikuliert. 1605 besuchte er nacheinander die Universitäten Siena und Padua. Kaiser Matthias ernannte ihn zum Kaiserlicher Rat, 1617 wurde er in den böhmischen Adel aufgenommen. Er war mit Ursula Juliane von Strachwitz verheiratet. Bekanntheit erlangte er als Sammler und Kenner bedeutender Handschriften. Die kostbarste Handschrift seiner Sammlung war der „Hedwigs-Codex“ aus dem Jahre 1353, den der Lübener Herzog Ludwig I. zu Ehren seiner Ahnherrin Hedwig von Andechs anfertigen ließ. Heute befindet sie die Handschrift im J. Paul Getty Museum. Mit einem Vermächtnis bestimmte er für die Pfarrkirche in Rovereto auf den „Troylischen Altar s. Joannis alda“ eine Pfründe für die dortige Kaplanei.
6. Franz Friedrich von Troilo,[1] Herr auf Lassoth, Nieder-Jeutritz und Steinsdorf im Fürstentum Neisse.[2] Er soll der Schlesischen Kammer angehört und mehrere Nachkommen hinterlassen haben. Er war mit N. N. von Pertock (wiedervermählt von Köller)[3]
  1. Franz Nicol Troilo von Rovoredo † nach 1670, ⚭ N. N von Reideburg.
  2. Franz Ferdinand von Troilo[4] (um 1635– 4. Juni 1704 in Stolpen), Ritter des Heiligen Grabes, Palästinafahrer, verfasste eine Orientalische Reise-Beschreibung.[5] ⚭ am 11. November 1678 Hedwig Sophia von Polenz a.d.H. Zschernowitz im Gubenischen Kreis (* 1659 – 20. März 1678 in Stolpen)
    1. Franz Christian Troilo von Rovoredo * um 1678
    2. Franz Ferdinand Troilo von Rovoredo † 1707 in Dresden als Fähnrich im Infanterieregiment des General-Wachtmeisters Wostromirsky.

  3. Franz Gottfried Troilo von Rovoredo (* um 1635 † nach 1670) ⚭ Anna von Strachwitz a.d.H. Gebersdorff
    1. Franz Gottfried von Troilo, Edler Herr auf Lassoth, Herr auf Karlowitz und Glasendorf (* um 1690 – 1735) ⚭ 1) vor 1706 mit Theresia Edle von Maubeuge, einer Tochter des Johann Reichsritter von Maubeuge, auf Borkersdorf (* 1659 – 6. Januar 1698) und Anna Maria von Blacha und Lubie; und 2) mit Maria Franziska von Schoberg a.d.H. Gr.-Obisch († 1744)
      1. aus zweiter Ehe Franz Nikolaus von Troilo, (* 7. Oktober 1715 in Lassoth, † 2. Oktober 1796). Nach Studien am Neisser Carolinum und an der Universität Breslau erhielt er am 29. August 1734 vom Breslauer Fürstbischof Philipp Ludwig von Sinzendorf die Tonsur. Ab Oktober d. J. studierte er in Rom, wo er Alumne des Germanicums war. Nach der Priesterweihe am 10. August 1738 kehrte er 1739 in seine Heimat zurück und wurde Pfarrer in Riemersheide. 1742 erhielt er eine Pfründe am Kollegiatstift in Neisse. Im selben Jahr fiel der größte Teil des Fürstentums Neisse an Preußen. Durch päpstliche Provision wurde Troilo 1762 Kanoniker am Breslauer Dom. 1777 beauftragte ihn der Breslauer Administrator Johann Moritz von Strachwitz, dem Papst über den gegenwärtigen Zustand des Bistums Breslau zu berichten. 1793 folgte die Ernennung zum Scholaster. Zudem war er Päpstlicher Hausprälat sowie Bischöflicher Konsistorialrat.[6]

Weitere Familienmitglieder
- Franz Gottfried Anton von Troilo S. J. (* um 1654–1735), Rektor der Universität Breslau, Provinzial der Böhmischen Ordensprovinz[7] der Jesuiten. 1717 beauftragte er den Neisser Goldschmiedemeister Carl Reymann mit der Herstellung eines Wappenbechers[8], der als „Wappenbecher derer von Troilo“ bekannt wurde.
- Karl von Troilo; auch Carl von Troilo und Roveredo (* 1698; † 1774 in Glatz), 1752–1764 Rektor der Universität Breslau und des Breslauer Jesuitenkollegs, danach Provinzial der jesuitischen Ordensprovinz Schlesien. Am 10. Januar 1768 wurde er als Nachfolger des Ernestus von Pannwitz zum Rektor des Glatzer Jesuitenkollegs gewählt und blieb in diesem Amt bis 1773.[9][10]
- Karl Josef von Troilo (1722–1778), erlangte 1745 den österreichischen Freiherrenstand als „Freiherr zu Troiburg und Roveredo“.[11]

## Besitzungen
1. In Breslau: Haus am Neumarkt
2. Im Fürstentum Neisse: Lassoth, Jeutritz und Jungferndorf.
3. Im Fürstentum Neisse: Güter aus der verwandten Familie von Freund: Steinsdorf, Markersdorf und Giersdorf.